# Chaetocnephalia cortesi
Chaetocnephalia cortesi là một loài ruồi trong họ Tachinidae.